# فالنتينا ماتوس
فالنتينا ماتوس (بالإسبانية: Valentina Matos)‏ هي متزلجة فنية إسبانية، ولدت في 28 سبتمبر 2000 في سانتو دومينغو في جمهورية الدومينيكان.

## وصلات خارجية
- فالنتينا ماتوس على موقع الاتحاد الدولي للتزلج (الإنجليزية)